# リチャード・アッテンボロー
アッテンボロー男爵、リチャード・サミュエル・アッテンボロー（Richard Samuel Attenborough、Baron Attenborough、CBE、1923年8月29日 - 2014年8月24日）は、イギリスの映画監督、映画プロデューサー、俳優。1982年に監督した『ガンジー』で、アカデミー作品賞とアカデミー監督賞を受賞した。

## 来歴
ケンブリッジ生まれ。父親は学者。動物学者でプロデューサーのデイビッド・アッテンボローの長兄にあたる。
王立演劇学校で学び、1942年に俳優としてデビュー。『大脱走』や『飛べ!フェニックス』などに出演し、『砲艦サンパブロ』と『ドリトル先生不思議な旅』で1966年、1967年のゴールデングローブ賞映画部門の助演男優賞を受賞した。
監督としては1982年の『ガンジー』でアカデミー監督賞、英国アカデミー賞監督賞を受賞。『遠すぎた橋』や『コーラスライン』、『遠い夜明け』、『チャーリー』などでも知られる。
監督業に専念してからは長らく俳優業は退いていたが、93年の『ジュラシック・パーク』でパークの創設者ジョン・ハモンド役で出演して人気を集め、再び俳優業に復帰する事となる。尚『ジュラシック・パーク』の出演は後輩のスピルバーグから直々にオファーしたもので、制作時には俳優のみならず、脚本や演出の助言もスピルバーグに行っている。
教育にも関心を持っており、国際的な教育組織UWCの重要な後援者の一人でもある。UWC南アフリカ校での複数の学校施設の創設に貢献している。また映画『遠い夜明け』は、UWC南アフリカ校の影響も受けて製作されたと言われる。
1945年1月22日に女優のシーラ・シムと結婚し、現在までに3人の子供をもうけている。
1967年に大英帝国勲章を授与された。1976年にはナイトの称号を受け、1993年には一代貴族爵位「リッチモンド・アポン・テムズ・ロンドン特別区におけるリッチモンド・アポン・テムズのアッテンボロー男爵」（Baron Attenborough, of Richmond upon Thames in the London Borough of Richmond upon Thames）に叙され、貴族院議員に列する。
1998年、高松宮殿下記念世界文化賞を受賞。
2002年10月には、英国映画協会内に創設された「チャップリン研究財団」の初代総裁に就任している。
2004年12月26日、タイのプーケットで休暇中だった親族がインドネシア・スマトラ島大震災・大津波に遭遇した。この災害で孫娘（長女ジェーンの次女）ルーシー（当時14歳）が死亡したほか、ジェーンと義母ジェーン・ホーランドが行方不明となった。また、ジェーンの長女アリス（当時17歳）が負傷。夫のマイケル・ホーランド、長男のサムは無事とされている。
2014年8月24日死去。90歳没。

## 作品

### 出演作品
| 公開年 | 邦題 原題                                                           | 役名                               | 備考       |
| ------ | ------------------------------------------------------------------- | ---------------------------------- | ---------- |
| 1942   | イン・ウィッチ・ウィ・サーヴ In Which We Serve                      | 機関員                             |            |
| 1946   | 天国への階段 A Matter of Life and Death                             | パイロット                         |            |
| 1947   | ブライトン・ロック Brighton Rock                                    | ピンキー・ブラウン                 |            |
| 1947   | 卑怯者 The Man Within                                               | フランシス・アンドリューズ         |            |
| 1948   | 夜霧の都 London Belongs to Me                                       | パーシー                           |            |
| 1949   | 三十六時間 The Lost People                                          |                                    |            |
| 1950   | 暁の出航 Morning Departure                                          | 機関員                             |            |
| 1952   | エイト・オクロック・ウォーク Eight O’Clock Walk                     | トーマス・レスリー・マニング       |            |
| 1952   | 封鎖作戦 Gift Horse                                                 | ダニエルズ                         |            |
| 1956   | 歩兵の前進 Private's Progress                                       | パーシヴァル・ヘンリー・コックス   |            |
| 1958   | 激戦ダンケルク Dunkirk                                              | ジョン・ホールデン                 |            |
| 1958   | 熱砂の海 Sea of Sand                                                | ブロディ                           |            |
| 1960   | 紳士同盟 The League of Gentlemen                                    | レキシー                           |            |
| 1962   | トライアル・アンド・エラー Trial and Error                          | ハーバート                         |            |
| 1963   | 大脱走 The Great Escape                                             | ロジャー・バートレット             |            |
| 1964   | バタシの鬼軍曹 Guns at Batasi                                       |                                    |            |
| 1965   | 飛べ!フェニックス The Flight of the Phoenix                         | ルー・モラン                       |            |
| 1966   | 砲艦サンパブロ The Sand Pebbles                                     | フレンチー・バーゴイン             |            |
| 1967   | ドリトル先生不思議な旅 Doctor Dolittle                              | アルバート・ブロッサム             |            |
| 1967   | おかしな夫婦・大逆転!? The Bliss of Mrs. Blossom                    | ロバート・ブルーム                 |            |
| 1969   | マジック・クリスチャン The Magic Christian                          |                                    |            |
| 1969   | さすらいの旅路 David Copperfield                                    | Mr. Tungay                         | テレビ映画 |
| 1970   | 最後の手榴弾 The Last Grenade                                       | チャールズ・ホワイトリー将軍       |            |
| 1971   | 10番街の殺人 10 Rillington Place                                    | ジョン・レジナルド・クリスティ     |            |
| 1974   | そして誰もいなくなった And Then There Were None                     | アーサー・キャノン判事             |            |
| 1975   | ローズバッド Rosebud                                                | エドワード・スロート               |            |
| 1975   | ブラニガン Brannigan                                                | チャールズ・スワン警視長           |            |
| 1975   | 軍旗の陰影 Conduct Unbecoming                                       | ライオネル・E・ローチ              |            |
| 1979   | ヒューマン・ファクター The Human Factor                             | ジョン・デイントリー大佐           |            |
| 1993   | ジュラシック・パーク Jurassic Park                                  | ジョン・ハモンド                   |            |
| 1994   | 34丁目の奇跡 Miracle on 34th Street                                 | クリス・クリングル                 |            |
| 1996   | ハムレット Hamlet                                                   | 英国大使                           |            |
| 1997   | ロスト・ワールド/ジュラシック・パーク The Lost World: Jurassic Park | ジョン・ハモンド                   |            |
| 1998   | エリザベス Elizabeth                                                | 初代バーリー男爵ウィリアム・セシル |            |

### 監督作品
| 公開年 | 邦題 原題                                 | 備考                         |
| ------ | ----------------------------------------- | ---------------------------- |
| 1969   | 素晴らしき戦争 Oh! What A Lovely War      |                              |
| 1972   | 戦争と冒険 Young Winston                  |                              |
| 1977   | 遠すぎた橋 A Bridge Too Far               |                              |
| 1978   | マジック Magic                            |                              |
| 1982   | ガンジー Gandhi                           | 兼製作 アカデミー監督賞 受賞 |
| 1985   | コーラスライン A Chorus Line              |                              |
| 1987   | 遠い夜明け Cry Freedom                    |                              |
| 1992   | チャーリー Chaplin                        | 兼製作                       |
| 1993   | 永遠の愛に生きて Shadowlands              | 兼製作                       |
| 1996   | ラブ・アンド・ウォー In Love and War      | 兼製作                       |
| 1999   | グレイ・オウル Grey Owl                   |                              |
| 2007   | あの日の指輪を待つきみへ Closing the Ring | 兼製作                       |

## 関連文献
- University of Sussex media release about Lord Attenborough's election as Chancellor, dated Friday, March 20, 1998